# Maurice Wilmotte
 (avril 2017).
Pour les articles homonymes, voir Wilmotte.
Maurice Wilmotte (Liège, 11 juillet 1861 - Saint-Gilles, 9 juin 1942) est par sa formation un philologue belge qui devient un professeur d'université de renom international et est aujourd'hui considéré comme le fondateur de l'École wallonne de philologie romane de l'Université de Liège.
Ses activités sont nombreuses et variées. Sillonnant l'Europe pour y donner des conférences appréciées, il fonde en outre un important journal dans sa ville natale et plus tard contribue puissamment à asseoir une maison d'édition qui survit encore à Bruxelles. Il s'affirme en outre  comme un militant wallon chevronné. Après la Première Guerre mondiale, il devient enfin le premier académicien de Belgique.

## Biographie
Né dans une famille qu'il dépeint lui-même comme "bourgeoise", Maurice Wilmotte reçoit dans cette famille sa première éducation : « Ma mère y tient la première place. Elle fut mon éducatrice ». Toute sa vie, il garda une grande fierté d'avoir appris à lire en déchiffrant Voltaire et c'est peut-être de là que lui vient un art d'écrire qu'il ne perdra qu'à sa mort. Il ne garda de ses études secondaires qu'un souvenir mitigé mais s'épanouit dès qu'il entre à l'université de Liège où il se distingue rapidement. À la fin de ses études, il maîtrise quatre langues. Il est typique de sa génération qu'il prolonge d'abord sa formation en Allemagne avant d'aller chercher des maîtres à Paris. Nommé professeur ordinaire à l'ULg en 1895, Il inaugure la Section de Langue et Littérature romanes de l'ULg.
Fondateur de La Revue wallonne, il tente de poursuivre l'action d'un autre Liégeois de renom, Albert Mockel qui a mis fin à la revue La Wallonie, un périodique éphémère (1893-1894) mais brillant, qui lança le symbolisme comme école littéraire.
Il participe à tous les congrès wallons de 1905 à 1913. En 1912, il est réservé sur la « séparation administrative », prônée par Julien Delaite et n'appuie pas inconditionnellement les efforts de Jules Destrée. Attaché à sa terre natale, dont il sera le premier à étudier scientifiquement la langue et la culture, il ressent puissamment le besoin de défendre partout la langue française.
Lorsque la Première Guerre mondiale éclate en août 1914, il se voit aussitôt conseiller par l'Ambassadeur de France à Bruxelles de quitter la Belgique envahie. Il se réfugie en France mais il apparaît vite qu'il n'est pas un réfugié comme un autre. Très rapidement, il est nommé par le ministère français de l'Éducation nationale, professeur à l'université de Bordeaux et donne  ensuite des cours à la Sorbonne. Curieusement, il publie dès l'automne 1914 un article (peu connu en Belgique) dans le Bulletin des Armées de la République. Il participe aussi à l'effort de propagande pour convaincre l'Italie de rejoindre le camp des Alliés.
Après la guerre, il revient tout naturellement en Belgique et reprend ses activités scientifiques, se consacrant en particulier à la littérature française du Moyen Age et aux chansons de geste. C'est en 1931 qu'il est admis à l'éméritat. Établi à Bruxelles, il y épouse sa gouvernante, Léonie. En avril 1922, il prend la direction littéraire de La Renaissance du livre.
Il termine ses jours en écrivant des Mémoires que la mort ne lui laissa pas achever et qui furent publiées après son décès telles qu'il les avait laissées. Ces Mémoires  fournissent un incomparable panorama de son temps et sont de surcroît écrites dans une langue française étonnante de précision et de saveur.
On peut citer de lui, notamment, l'étude de la Séquence de sainte Eulalie.
Parmi ses nombreux élèves, on peut citer Maurice Delbouille et Rita Lejeune, qui furent tous deux après lui professeurs à l'Université de Liège. On connait qu'il s'intéressa longuement à la carrière de la seconde, notamment par le fait que c'est lui, quand elle chercha à trouver une occupation en France, qui lui donna le conseil d'aller recueillir à Toulouse l'enseignement de l'abbé Joseph Salvat, fondateur du Collège d'Occitanie. En outre, il accepta d'être le parrain laïc du fils de Rita Lejeune, qui devint plus tard plusieurs fois ministre et fut notamment ministre-président fondateur de la Région wallonne : il s'agit de Jean-Maurice Dehousse.
Il est inhumé au Cimetière de Sainte-Walburge à Liège.

## Publications
- Guillaume d'Angleterre : roman du XIIe siècle. Chrétien de Troyes. Édité par Maurice Wilmotte, 1927.
- Froissart, La Renaissance du livre (Belgique), 1944.

## Archives
Une nombreuse correspondance (340 documents composés de lettres, billets, cartes, etc.) adressée à Maurice Wilmotte est conservée à la Bibliothèque royale de Belgique au Cabinet des manuscrits sous la cote KBR ms. III 348.
La bibliothèque de Wilmotte a été achetée par les Bibliothèques de la KU Leuven en 1942 et 1943.